# Lista de capítulos de Katekyō Hitman Reborn!
O mangá Katekyō Hitman Reborn! escrito e ilustrado por Akira Amano, foi publicado pela editora Shueisha na revista Weekly Shōnen Jump. O primeiro capítulo de Reborn! foi publicado em maio de 2004 e a publicação encerrou em novembro de 2012 no capítulo 409, contando com 42 volumes. Nesta página, os capítulos estão listados por volume, com seus respectivos títulos originais (volumes com seus títulos originais abaixo do traduzido e capítulos com seus títulos originais na coluna secundária).
No Brasil, é licenciado e publicado como Tutor Hitman Reborn! pela editora Panini desde fevereiro de 2013.

## Volumes 1~14
| - 1. Aquele Cara da Itália - 2. Shinuki-dan Inutilizável - 3. Gokudera Hayato - 4. Crise da Explosão - 5. Yamamoto Takeshi - 6. Roleta-russa - 7. Bebê Chorão Lambo | - 1. イタリアからやってきたアイツ (Itaria Kara Yattekita Aitsu) - 2. 死ぬ気弾使用不能 (Shinuki-dan Shiyō Funō) - 3. 獄寺隼人 (Gokudera Hayato) - 4. 退学クライシス (Taigaku Kuraishisu) - 5. 山本武 (Yamamoto Takeshi) - 6. ロシアンルーレット (Roshian Rūretto) - 7. 泣き虫ランボ (Nakimushi Ranbo) |

| - 8. Exame de Admissão para a Família - 9. Bianchi - 10. Comida Venenosa II - 11. Miura Haru - 12. Questão 7 - 13. Irie Shoichi - 14. Sasagawa Ryohei - 15. Dr. Shamal - 16. Hibari Kyoya | - 8. 入ファミリー試験 (Nyū Famirī Shiken) - 9. ビアンキ (Bianki) - 10. ポイズンクッキングII (Poizun Kukkingu Tsū) - 11. 三浦ハル (Miura Haru) - 12. 問7 (Toi Nana) - 13. 入江正一 (Irie Shōichi) - 14. 笹川了平 (Sasagawa Ryōhei) - 15. Dr.シャマル (Dokutā Shamaru) - 16. 雲雀恭弥 (Hibari Kyōya) |

| - 17. Derrubar do Poste (Parte 1) - 18. Derrubar do Poste (Parte 2) - 19. Primeira vez Matando - 20. Comer e Correr - 21. A Babá - 22. Aniversário - 23. I-Pin - 24. I-Pin VS. Lambo - 25. Kyoko VS. Haru | - 17. 棒倒し(前編) (Bōtaoshi (Zenpen)) - 18. 棒倒し(後編) (Bōtaoshi (Kōhen)) - 19. はじめての殺し (Hajimete no Koroshi) - 20. 食い逃げ (Kuinige) - 21. 保育係 (Hoikugakari) - 22. バースデー (Bāsudē) - 23. イーピン (Īpin) - 24. イーピンVS.ランボ (Īpin VS. Ranbo) - 25. 京子VS.ハル (Kyōko VS. Haru) |

| - 26. Os 3 Irmãos de Crime - 27. Haneuma Dino - 28. Dino Novamente - 29. Hospitalização - 30. Perdidos - 31. Ano Novo - 32. O Programa de Treinamento de Gokudera - 33. Dia de Visita dos Pais | - 26. 犯罪の3兄弟 (Hanzai no San Kyōdai) - 27. 跳ね馬ディーノ (Haneuma Dīno) - 28. ディーノ再び (Dīno Futatabi) - 29. 入院 (Nyūin) - 30. 遭難 (Sōnan) - 31. お正月 (Oshōgatsu) - 32. 獄寺強化プログラム (Gokudera Kyōka Puroguramu) - 33. 授業参観 (Jugyō Sankan) |

| - 34. Príncipe Estelar Futa - 35. Futa Novamente - 36. Dia dos Namorados - 37. Começa a Guerra de Bolas de Neve - 38. Guerra de Bolas de Neve, Round 2 - 39. O Treinamento de Yamamoto - 40. Desafiadores no Dojo - 41. Malfunção - 42. O Zoológico | - 34. 星の王子フゥ太 (Hoshi no Ōji Fūta) - 35. フゥ太再び (Fūta Futatabi) - 36. バレンタインデー (Barentain Dē) - 37. 雪合戦開始 (Yukigassen Kaishi) - 38. 雪合戦第2R (Yukigassen Dai Ni Raundo) - 39. 山本トレーニング (Yamamoto Torēningu) - 40. 道場破り (Dōjō Yaburi) - 41. 故障 (Koshō) - 42. 動物園 (Dōbutsuen) |

| - 43. Observando as Sakuras - 44. Naito Longchamp - 45. A Nageki Dan - 46. A Casa de Longchamp - 47. Jogando Boliche - 48. Resort - 49. Guerreiros de Chupeta - 50. Desempenho Incrível!! - 51. Noiva em Junho | - 43. お花見 (Ohanami) - 44. 内藤 ロンシャン (Naitō Ronshan) - 45. 嘆き弾 (Nageki Dan) - 46. ロンシャン家 (Ronshan-chi) - 47. ボウリング (Bōringu) - 48. リゾート (Rizōto) - 49. おしゃぶりの戦士達 (Oshaburi no Senshi-tachi) - 50. 大活躍!! (Dai Katsuyaku!!) - 51. 6月の花嫁 (Jūn Buraido) |

| - 52. Especialista em Armas - 53. O Plano para Assassinar Tsuna - 54. Abertura da Piscina - 55. Concurso Tanabata - 56. O Caso do Desaparecimento de Lambo - 57. Nadando no Oceano - 58. Festival de Verão - 59. A Paranoia de Haru - 60. Desafio de Coragem | - 52. 武器チューナー (Buki Chūnā) - 53. ツナ暗殺計画 (Tsuna Ansatsu Keikaku) - 54. プール開き (Pūru Hiraki) - 55. 七夕大会 (Tanabata Taikai) - 56. ランボ失踪事件 (Ranbo Shissō Jiken) - 57. 海水欲 (Kaisui Yoku) - 58. 夏祭り (Natsu Matsuri) - 59. ハル疑心暗鬼 (Haru Gishin'anki) - 60. 肝だめし (Kimodameshi) |

| - 61. Promoção - 62. Ataque - 63. Rokudo Mukuro - 64. Gokudera Hayato VS. Chikusa Kakimoto - 65. Fugitivos - 66. Partida!! - 67. Yamamoto Takeshi VS. Joshima Ken - 68. Bianchi VS. M.M. - 69. Pássaros & Gêmeos - 70. Contato | - 61. 昇進 (Shōshin) - 62. 襲撃 (Shūgeki) - 63. 六道 骸 (Rokudō Mukuro) - 64. 獄寺隼人VS.柿本千種 (Gokudera Hayato VS. Kakimoto Chikusa) - 65. 脱獄囚 (Datsugokushū) - 66. 出発!! (Shuppatsu!!) - 67. 山本武VS.城嶋犬 (Yamamoto Takeshi VS. Jōshima Ken) - 68. ビアンキVS.M·M (Bianki VS. Emu Emu) - 69. バーズ&ツインズ (Bāzu Ando Tsuinzu) - 70. 接触 (Sesshoku) |

| - 71. A Última Shinuki-dan - 72. Sawada Tsunayoshi VS. Falso Mukuro - 73. Invasão!! - 74. Controle Mental - 75. Habilidade - 76. A Bala Proibida - 77. Meus Alunos - 78. Novo Item - 79. O Sangue Vongola - Omake. I-Pin e Lambo | - 71. 最後の死ぬ気弾 (Saigo no Shinuki-dan) - 72. 澤田綱吉VS.偽骸 (Sawada Tsunayoshi VS. Nise Mukuro) - 73. 突入!! (Totsunyū!!) - 74. マインドコントロール (Maindo Kontorōru) - 75. 能力 (Sukiru) - 76. 禁弾 (Kin Dan) - 77. 教え子達 (Oshiego-tachi) - 78. 新アイテム (Nyū Aitemu) - 79. ブラッド·オブ·ボンゴレ (Buraddo Obu Bongore) - Omake. イーピンとランボ (Īpin to Ranbo) |

| - 80. Chamas do Desejo de Morte - 81. O Fim e Então - 82. Pressentindo uma Tempestade - 83. O Propósito de um Garoto - 84. Metade dos Anéis Vongola - 85. Sawada Iemitsu - 86. O Tutor de Cada Um - 87. Começam as Lições! - 88. O Que Não Foi Visto - 89. Controlando o Desejo de Morte | - 80. 死ぬ気の炎 (Shinuki no Honō) - 81. 終わりとそれから (Owari to Sorekara) - 82. 嵐の予感 (Arashi no Yokan) - 83. 少年の目的 (Shōnen no Mokuteki) - 84. ハーフボンゴレリング (Hāfu Bongore Ringu) - 85. 沢田家光 (Sawada Iemitsu) - 86. それぞれの家庭教師 (Sorezore no Kateikyōshi) - 87. レッスン開始! (Ressun Kaishi!) - 88. 見えてなかったもの (Mietenakattamono) - 89. 死ぬ気のコントロール (Shinuki no Kontorōru) |

| - 90. Os Passos da Varia - 91. O Guardião do Trovão - 92. Encontro Casual - 93. Antes da Batalha Decisiva - 94. Sasagawa Ryohei VS. Lussuria - 95. A Direita de Ryohei - 96. O Destino do Anel do Sol - 97. Lambo VS. Levi-A-Than - 98. O Lambo de 20 Anos do Futuro | - 90. ヴァリアーの足音 (Variā no Ashioto) - 91. 雷の守護者 (Kaminari no Shugosha) - 92. 邂逅 (Kaikō) - 93. 決戦前 (Kessen Mae) - 94. 笹川了平VS.ルッスーリア (Sasagawa Ryōhei VS. Russūria) - 95. 了平の右 (Ryōhei no Migi) - 96. 晴のリングのゆくえ (Hare no Ringu no Yukue) - 97. ランボVS.レヴィ·ア·タン (Ranbo VS. Revi-a-tan) - 98. 20年後のランボ (Ni-jūnen Go no Ranbo) |

| - 99. O Sorriso de Xanxus - 100. O Príncipe Estripador - 101. Gokudera Hayato VS. Belphegor - 102. A Faca do Gênio - 103. Ataque das Ondas Imensas - 104. Conclusão - 105. O Retorno de Hibari - 106. A Escolha de Yamamoto - 107. Yamamoto Takeshi VS. Superbi Squalo | - 99. XANXUSの笑み (Zanzasu no Emi) - 100. プリンズ·ザ·リッパー (Purinzu za Rippā) - 101. 獄寺隼人VS.ベルフェゴール (Gokudera Hayato VS. Berufegōru) - 102. 天才のナイフ (Tensai no Naifu) - 103. 怒涛の攻め (Dotō no Seme) - 104. 決着 (Kecchaku) - 105. 雲雀戻る (Hibari Modoru) - 106. 山本の選択 (Yamamoto no Sentaku) - 107. 山本武VS.スペルビ·スクアーロ (Yamamoto Takeshi VS. Superubi Sukuāro) |

| - 108. Estilo Shigure Souen - 109. A Missão do Guardião da Chuva - 110. Oitavo Estilo: Chuva Torrencial - 111. Conclusão da Batalha da Chuva - 112. Guardião da Névoa - 113. O Ataque de Chrome - 114. Chrome Dokuro VS. Mammon - 115. Nagi - 116. Chega o Mukuro! | - 108. 時雨蒼燕流 (Shigure Sōen Ryū) - 109. 雨の守護者の使命 (Ame no Shugosha no Shimei) - 110. 八の型 篠突く雨 (Hachi no Kata: Shinotsuku Ame) - 111. 雨の勝負の結末 (Ame no Shōbu no Ketsumatsu) - 112. 霧の守護者 (Kiri no Shugosha) - 113. クローム襲撃 (Kurōmu Shūgeki) - 114. クローム髑髏VS.マーモン (Kurōmu Dokuro VS. Māmon) - 115. 凪 (Nagi) - 116. 骸来る! (Mukuro Kuru!) |

| - 117. 3 Vitórias, 3 Derrotas - 118. O Último Combate dos Guardiões - 119. Hibari Kyoya VS. Gola Moska - 120. Hibari Kyoya VS. Xanxus - 121. Gola Moska - 122. O Truque de Xanxus - 123. A Determinação de Tsuna - 124. Convocação - 125. A Batalha do Céu | - 117. 3勝3敗 (Sanshō Sanpai) - 118. 最後の守護者戦 (Saigo no Shugosha Sen) - 119. 雲雀恭弥VS.ゴーラ·モスカ (Hibari Kyōya VS. Gōra Mosuka) - 120. 雲雀恭弥VS.XANXUS (Hibari Kyōya VS. Zanzasu) - 121. ゴーラ·モスカ (Gōra Mosuka) - 122. XANXUSの企み (Zanzasu no Takurami) - 123. ツナの決意 (Tsuna no Ketsui) - 124. 招集 (Shōshū) - 125. 大空戦 (Ōzora Sen) |

## Volumes 15~28
| - 126. Sawada Tsunayoshi VS. Xanxus - 127. Guardiões Revividos! - 128. Batalha Feroz - 129. Ruptura do Ponto Zero da Shinuki - 130. Revisão - 131. Ira - 132. Primeira Geração da Ruptura do Ponto Zero - 133. O Sangue Vongola II - 134. Variável X | - 126. 沢田綱吉VS.XANXUS (Sawada Tsunayoshi VS. Zanzasu) - 127. 守護者復活! (Shugosha Fukkatsu!) - 128. 激戦 (Gekisen) - 129. 死ぬ気の零地点突破 (Shinuki no Zero Chiten Toppa) - 130. 改 (Kai) - 131. 怒り (Ikari) - 132. 初代零地点突破 (Shodai Zero Chiten Toppa) - 133. ブラッド·オブ·ボンゴレII (Buraddo Obu Bongore Tsū) - 134. VARIABILE X |

| - 135. Festa - 136. Reborn Desaparece - 137. O Mundo de 10 Anos a Frente - 138. A Batalha de 10 Anos a Frente - 139. Acampamento - 140. Base Secreta - 141. Byakuran - 142. Reunião - 143. Resolução | - 135. パーティー (Pātī) - 136. 消えたりボーン (Kieta Ribōn) - 137. 10年後の世界 (Jūnen Go no Sekai) - 138. 10年後の戦い (Jūnen Go no Tatakai) - 139. 野宿 (Nojuku) - 140. アジト (Ajito) - 141. 百蘭 (Byakuran) - 142. 再会 (Saikai) - 143. 覚悟 (Kakugo) |

| - 144. O Poder do Anel - 145. Irie Shoichi - Parte 2 - 146. Lal Mirch - 147. As Chamas Vermelha e Azul - 148. Surge a Caixa do Anel - 149. Dois Incidentes - 150. Aqueles que Esperam - 151. VS. Gamma - 152. Combinação - 153. Tortura | - 144. リングの力 (Ringu no Chikara) - 145. 入江正一 その2 (Irie Shōichi - Sono Ni) - 146. ラル·ミルチ (Raru Miruchi) - 147. 赤と青の炎 (Aka to Ao no Honō) - 148. 波動·リング·匣 (Hadō Ringu Bokkusu) - 149. 二つの事件 (Futatsu no Jiken) - 150. 待ち受ける者 (Machiukeru Mono) - 151. VS.γ (VS. Ganma) - 152. コンビネーション (Konbinēshon) - 153. 拷問 (Gōmon) |

| - 154. Kyoya Hibari VS. Gamma - 155. Retorno - 156. União - 157. Julgamento - 158. Herança - 159. Ver.V.R. - 160. O Mistério das Caixas - 161. 7³ - 162. Passado - 163. Chrome Dokuro VS. Glo Xinia - 164. Mukuro e Chrome | - 154. 雲雀恭弥VS.γ (Hibari Kyōya VS. Ganma) - 155. 帰還 (Kikan) - 156. 合流 (Gōryū) - 157. 試練 (Shiren) - 158. 継承 (Keishō) - 159. Ver.V.R. - 160. 匣の謎 (Bokkusu no Nazo) - 161. 7³ - 162. 過去 (Kako) - 163. クローム髑髏VS.グロ·キシニア (Kurōmu Dokuro VS. Guro Kishinia) - 164. ムクロウとクローム (Mukurō to Kurōmu) |

| - 165. Rokudo Mukuro VS. Glo Xinia - 166. Sasagawa Ryohei de 10 Anos a Frente - 167. A Decisão Confiada - 168. Leonardo Lippi - 169. Rokudo Mukuro VS. Byakuran - 170. Armamento - 171. Sonho - 172. Ameaça - 173. O 2º Imperador da Espada - 174. O Dia Antes da Batalha Decisiva? | - 165. 六道骸VS.グロ·キシニア (Rokudō Mukuro VS. Guro Kishinia) - 166. 10年後の笹川了平 (Jūnen Go no Sasagawa Ryohei) - 167. 委ねられた決断 (Yudanerareta Ketsudan) - 168. レオナルド·リッピ (Reonarudo Rippi) - 169. 六道骸VS.白蘭 (Rokudō Mukuro VS. Byakuran) - 170. 武器 (Buki) - 171. 夢 (Yume) - 172. 脅威 (Kyōi) - 173. 2代目剣帝より (Nidaime Kentei Yori) - 174. 決戦前日? (Kessen Zenjitsu?) |

| - 175. Ataque Noturno - 176. Invasão - 177. Sawada Tsunayoshi VS. Dendro Chilum - 178. Destino - 179. Lal Mirch VS. Ginger Bread - 180. Arrependimento - 181. Isca - 182. Sawada Tsunayoshi VS. Strau Moska S - 183. Rei - 184. Voo - 185. Conclusão | - 175. 夜襲 (Yashū) - 176. 侵入 (Shin'nyū) - 177. 沢田綱吉VS.デンドロ·キラム (Sawada Tsunayoshi VS. Dendoro Kiramu) - 178. 因縁 (In'nen) - 179. ラル·ミルチVS.ジンジャー·ブレッド (Raru Miruchi VS. Jinjā Bureddo) - 180. 後悔 (Kōkai) - 181. 囮 (Otori) - 182. 沢田綱吉VS.ストゥラオ·モスカS (Sawada Tsunayoshi VS. Suturao Mosuka S) - 183. キング (Kingu) - 184. 飛翔 (Hishō) - 185. 決着 (Ketchaku) |

| - 186. VS. Baishana - 187. Prisioneiro - 188. Sasagawa Ryohei VS. Baishana - 189. Base Melone - 190. VS. Gamma - 191. Sasagawa Ryohei VS. Gamma - 192. Sistema C.A.I. - 193. Gokudera Hayato VS. Gamma - 194. Sistema C.A.I. Parte 2 - 195. Uri | - 186. VS.バイシャナ (VS. Baishana) - 187. 囚われ (Toraware) - 188. 笹川了平VS.バイシャナ (Sasagawa Ryōhei VS. Baishana) - 189. メローネ基地 (Merōne Kichi) - 190. VS.γ (VS. Ganma) - 191. 笹川了平VS.γ (Sasagawa Ryōhei VS. Ganma) - 192. SISTEMA C.A.I. - 193. 獄寺隼人VS.γ (Gokudera Hayato VS. Ganma) - 194. SISTEMA C.A.I.その2 (Shisutēma Shī. Ē. Ai. Sono Ni) - 195. 瓜 (Uri) |

| - 196. O Passado de Uni e Gamma - 197. Gesso e Giglio Nero - 198. Genkishi - 199. Yamamoto Takeshi VS. Genkishi - 200. Névoa - 201. Intrusos - 202. Dispositivo Redondo - 203. Hibari Kyoya VS. Genkishi - 204. A Esfera Reversa de Agulhas - 205. Despertar | - 196. ユニとγの過去 (Yuni to Ganma no Kako) - 197. ジェッソとジッリョネロ (Jesso to Jirryo Nero) - 198. 幻騎士 (Genkishi) - 199. 山本武VS.幻騎士 (Yamamoto Takeshi VS. Genkishi) - 200. 霧 (Kiri) - 201. 侵入者 (Shin'nyūsha) - 202. 丸い装置 (Marui Sōchi) - 203. 雲雀恭弥VS.幻騎士 (Hibari Kyoya VS. Genkishi) - 204. 裏球針態 (Ura Kyūshintai) - 205. 目覚め (Mezame) |

| - 206. Disciplina - 207. Espirito de Mecânico - 208. X Burner Completo - 209. A Chama do Anel - 210. Imprudência - 211. Avanço - 212. Última Barreira de Defesa - 213. Sawada Tsunayoshi VS. Genkishi - 214. Surpresa - 215. Lealdade | - 206. 風紀 (Fūki) - 207. メカニック魂 (Mekanikku Damashii) - 208. 完璧なX BURNER (Kanpeki na Ikusu Bānā) - 209. リングの炎 (Ringu no Honō) - 210. 暴走 (Bōsō) - 211. 突進 (Tosshin) - 212. 最終防衛区画 (Saishū Bōei Burokku) - 213. 沢田綱吉VS.幻騎士 (Sawada Tsunayoshi VS. Genkishi) - 214. 意表 (Ihyō) - 215. 忠誠 (Chūsei) |

| - 216. Anel Infernal - 217. Hiper Explosão - 218. Chegada - 219. Verdade - 220. Nós somos VARIA!! - 221. Coisas Inacreditáveis - 222. Belphegor e Rasiel - 223. 4 Caixas Abertas - 224. Xanxus VS. Rasiel - 225. Híbrido (Misto) - 226. A Chama de Xanxus | - 216. ヘルリング (Heru Ringu) - 217. 超爆発 (Chō Bakuhatsu) - 218. 到着 (Tōchaku) - 219. 真相 (Shinsō) - 220. We are VARIA!! - 221. ありえないこと (Arienai Koto) - 222. BelphegorとRasiel (Beru to Zuru) - 223. 4人開匣 (Yonin Kai Kō) - 224. XANXUS VS. Rasiel - 225. 雑種 (Mikkusu) - 226. XANXUSの炎 (Zanzasu no Honō) |

| - 227. Real - 228. As 6 Coroas de Flores Reais - 229. Retorno - 230. Descanso - 231. Recarga - 232. Escolha - 233. Motocicleta - 234. Monstro - 235. Começa o Treinamento - 236. Boicote - 237. Confissão | - 227. 真 (Riaru) - 228. 真6弔花 (Riaru Roku Chōka) - 229. 帰還 (Kikan) - 230. 休息 (Kyūsoku) - 231. 充電 (Jūden) - 232. チョイス (Choisu) - 233. バイク (Baiku) - 234. 怪物 (Kaibutsu) - 235. 修業開始 (Shugyō Kaishi) - 236. ボイコット (Boikotto) - 237. 告白 (Kokuhaku) |

| - 238. Mudança - 239. Dia da Batalha Decisiva - 240. Bilhete - 241. Começa a Escolha! - 242. Regras do Alvo - 243. Começa a Batalha!! - 244. A Arma da Caixa do Tsuna - 245. Yamamoto Takeshi VS. Saru - 246. A Caixa Vongola do Yamamoto - 247. Revanche | - 238. 変化 (Henka) - 239. 決戦の日 (Kessen no Hi) - 240. チケット (Chiketto) - 241. チョイス開始! (Choisu Kaishi!) - 242. ターゲットルール (Tāgetto Rūru) - 243. バトルスタート!! (Batoru Sutāto!!) - 244. ツナの匣兵器 (Tsuna no Bokkusu Heiki) - 245. 山本武VS.猿 (Yamamoto Takeshi VS. Saru) - 246. 山本のボンゴレ匣 (Yamamoto no Bongore Bokkusu) - 247. リベンジ (Ribenji) |

| - 248. O Fim de Genkishi - 249. Nuvem Negra - 250. Resistência - 251. Fim da Escolha - 252. O Paradoxo das Phalaenopsis - 253. O Paradoxo das Phalaenopsis 2 - 254. A Visita da Uni - 255. Decisão - 256. Desejo - 257. Namimori - 258. Fuga | - 248. 幻騎士の最期 (Genkishi no Saigo) - 249. 暗雲 (An'un) - 250. 抵抗 (Teikō) - 251. チョイス終了 (Choisu Shūryō) - 252. ファレノプシス·パラドックス (Farenopushisu Paradokkusu) - 253. ファレノプシス·パラドックス2 (Farenopushisu Paradokkusu Ni) - 254. ユニ光臨 (Yuni Kōrin) - 255. 決断 (Ketsudan) - 256. 欲望 (Yokubō) - 257. 並盛 (Namimori) - 258. 脱出 (Dasshutsu) |

| - 259. O Velho Kawahira - 260. Liberação da Carnificina - 261. Algemas - 262. Reunião - 263. Coordenação - 264. Véspera - 265. Alvorecer - 266. Braço Direito - 267. Colisão - 268. Golpe Único | - 259. 川平のおじさん (Kawahira no Ojisan) - 260. 修羅開匣 (Shura Kaikō) - 261. 手錠 (Tejō) - 262. 再会 (Saikai) - 263. 連携 (Renkei) - 264. 前夜 (Zen'ya) - 265. 夜明け (Yoake) - 266. 右腕 (Migiude) - 267. 激突 (Gekitotsu) - 268. 一撃 (Ichigeki) |

## Volumes 29~42
| - 269. Round 1 - 270. Dilema - 271. Kokuyo se Reúne - 272. Fantasma - 273. Absorção - 274. O Caminho da Chama - 275. Sawada Tsunayoshi VS. Byakuran - 276. Ressonância - 277. Azar - 278. "Mar" "Molusco" "Arco-íris" | - 269. 1 R (1 Raundo) - 270. 窮地 (Kyūchi) - 271. 黒曜集結 (Kokuyou Shūketsu) - 272. GHOST - 273. 吸収 (Kyūshū) - 274. 炎の行方 (Honō no Yukue) - 275. 沢田綱吉VS.白蘭 (Sawada Tsunayoshi VS. Byakuran) - 276. 共鳴 (Kyōmei) - 277. 不運 (Fūn) - 278. 「海」「貝」「虹」 ("Umi" "Kai" "Niji") |

| - 279. Quando o Arco-íris Desbota - 280. O Último Golpe - 281. Aquele que é Remanescente - 282. Adeus, Futuro - 283. Escola Simon - 284. Alunos Transferidos - 285. Encontro - 286. Empatia - 287. Chamada Urgente - 288. Guarda-costas | - 279. 虹の消える時 (Niji no Kieru Toki) - 280. 最後の一撃 (Saigo no Ichigeki) - 281. 残されたもの (Nokosareta Mono) - 282. さよなら未来 (Sayonara Mirai) - 283. 至門中学 (Shimon Chūgaku) - 284. 転校生 (Tenkōsei) - 285. 集合 (Shūgō) - 286. 共感 (Kyōkan) - 287. 緊急招集 (Kinkyū Shōshū) - 288. 警護 (Keigo) |

| - 289. Tensão - 290. Comunicação - 291. Nono - 292. Conselhos - 293. Mal Entendidos - 294. Decisão - 295. Cerimônia de Herança - 296. Culpado - 297. Sangue - 298. Derrotado - 299. Talbot | - 289. 緊張 (Kinchō) - 290. コミュニケーション (Komyunikēshon) - 291. 9代目 (Kyūdaime) - 292. 相談 (Sōdan) - 293. すれちがい (Surechigai) - 294. 決意 (Ketsui) - 295. 継承式 (Keishō Shiki) - 296. 犯人 (Han'nin) - 297. 血 (Chi) - 298. 圧倒 (Attō) - 299. タルボ (Tarubo) |

| - 300. Versão Aprimorada - 301. Resolução - 302. Perseguição - 303. O Início da Guerra - 304. Sasagawa Ryohei VS. Aoba Koyo - 305. Equipamento Vongola do Sol - 306. Olho - 307. Limite - 308. Chave - 309. Chrome Dokuro e Katou Julie - 310. Lambo! Lambo! Lambo! | - 300. Ver.アップ (Bājon Appu) - 301. 決意 (Ketsui) - 302. 追跡 (Tsuiseki) - 303. 開戦 (Kaisen) - 304. 笹川了平VS.青葉紅葉 (Sasagawa Ryōhei VS. Aoba Koyo) - 305. 晴のVG (Hare no Bongore Gia) - 306. 眼 (Me) - 307. リミット (Rimitto) - 308. 鍵 (Kagi) - 309. クローム髑髏と加藤ジュリー (Kurōmu Dokuro to Katō Jurī) - 310. ランボ!ランボ!ランボ! (Ranbo! Ranbo! Ranbo!) |

| - 311. Lambo VS. Ooyama Rauji - 312. Os Sentimento de Lambo - 313. Irmão - 314. Por Quem Luto - 315. Gokudera Hayato VS. Shitt P. - 316. Lágrimas - 317. A Ira de Enma - 318. Dentro da Névoa - 319. Sombra Negra - 320. Hibari vem Voando! | - 311. ランボvs大山らうじ (Ranbo VS. Ōyama Rauji) - 312. ランボの思い (Ranbo no Omoi) - 313. 兄ちゃん (Nii-chan) - 314. 誰がために (Ta ga Tame ni) - 315. 獄寺隼人VS.SHITT・P! (Gokudera Hayato VS. Shitto Pī!) - 316. 涙 (Namida) - 317. 炎真の怒り (Enma no Ikari) - 318. 霧の向こう (Kiri no Mukō) - 319. 濃い影 (Kurai Kage) - 320. 雲雀飛来! (Hibari Hirai!) |

| - 321. Hibari Kyoya VS. Suzuki Adelheid - 322. Hibari VS. 500 Corpos - 323. Pequeno Animal - 324. Traição - 325. Rebelião - 326. Verdade - 327. Suplício - 328. O Inimigo a Ser Derrotado - 329. O Completo Despertar - 330. Reunião | - 321. 雲雀恭弥VS.鈴木アーデルハイト (Hibari Kyōya VS. Suzuki Āderuhaito) - 322. 雲雀VS.500体 (Hibari VS. Go-hyaku-tai) - 323. 小動物 (Shōdōbutsu) - 324. 裏切り (Uragiri) - 325. 反抗 (Hankō) - 326. 真実 (Shinjitsu) - 327. 切願 (Setsugan) - 328. 倒すべき敵 (Taosubeki Teki) - 329. 覚醒完了 (Kakusei Kanryō) - 330. 再会 (Saikai) |

| - 331. Nova Cambio Forma - 332. O Orgulho de Tsuna - 333. Juramento - 334. Rokudo Mukuro VS. Daemon Spade - 335. Desastre - 336. Daemon Renasce - 337. O Poder de Daemon - 338. Hibari Kyoya VS. Daemon Spade - 339. A Dupla Serve-para-nada - 340. A Decisão de Enma - 341. Conflito | - 331. 新しい形態変化 (Atarashii Kanbio Foruma) - 332. ツナの誇り (Tsuna no Hokori) - 333. 誓い (Chikai) - 334. 六道骸VS.D・スペード (Rokudō Mukuro VS. Deimon Supēdo) - 335. 異変 (Ihen) - 336. 新生D (Shinsei Deimon) - 337. Dの力 (Deimon no Chikara) - 338. 雲雀恭弥VS.D・スペード (Hibari Kyōya VS. Deimon Supēdo) - 339. ダメダメコンビ (Dame Dame Konbi) - 340. 炎真の決断 (Enma no Ketsudan) - 341. 葛藤 (Kattō) |

| - 342. Direção - 343. Juramento - 344. Carta Trunfo - 345. Eterna Elena - 346. E Sorria... - 347. Mamon e a Nova Força de Batalha - 348. Mamon e a Nova Força de Batalha 2 - 349. Problema Inesperado - 350. Pesadelo - 351. Favor | - 342. 行方 (Yukue) - 343. 誓い (Chikai) - 344. 切り札 (Kirifuda) - 345. 永遠のエレナ (Eien no Erena) - 346. そして笑顔・・・ (Soshite Egao...) - 347. マーモンと新戦力 (Māmon to Shin Senryoku) - 348. マーモンと新戦力2 (Māmon to Shin Senryoku 2) - 349. ふとした疑問 (Futoshita Gimon) - 350. 悪夢 (Akumu) - 351. 頼み (Tanomi) |

| - 352. Proposta - 353. Os Representantes de Cada Um - 354. Verde e Mukuro - 355. Uni, Gamma e Byakuran - 356. As Regras da Batalha dos Representantes - 357. Papai Está Voltando - 358. Véspera da Batalha - 359. O Dia do Começo - 360. Sawada Tsunayoshi VS. Sawada Iemitsu - 361. Presente | - 352. 提案 (Teian) - 353. それぞれの代理 (Sorezore no Dairi) - 354. ヴェルデと骸 (Verude to Mukuro) - 355. ユニとγと白蘭 (Yuni to Ganma to Byakuran) - 356. 代理戦争のルール (Dairi Sensō no Rūru) - 357. 父帰る (Chichi Kaeru) - 358. 開戦前夜 (Kaisen Zen'ya) - 359. 始まりの日 (Hajimari no Hi) - 360. 澤田綱吉VS.沢田家光 (Sawada Tsunayoshi VS. Sawada Iemitsu) - 361. プレゼント (Purezento) |

| - 362. Cura para a Maldição - 363. Time Ameaçador - 364. O Segundo Dia - 365. Premonição de Uni - 366. Começa o Segundo Dia de Batalha!! - 367. Ataque Único - 368. Segundo Tiro - 369. Revanche - 370. Lição - 371. Fora de Padrão | - 362. 呪解 (Ju-kai) - 363. 脅威のチーム (Kyōi no Chīmu) - 364. 2日目 (2 Ka-me) - 365. ユニの予言 (Yuni no Yogen) - 366. 2日目開戦!! (2 Ka-me Kaisen!!) - 367. 一撃 (Ichigeki) - 368. 第二射 (Dai Ni-sha) - 369. 再戦 (Saisen) - 370. レッスン (Ressun) - 371. 規格外 (Kikaku-gai) |

| - 372. O Poder de Fon - 373. Fon VS. Mammon - 374. Hibari Kyoya VS. Xanxus - 375. Aparências - 376. Poder Novo - 377. Ataque da Escuridão - 378. Ataque Surpresa - 379. Danos - 380. O Terceiro Dia - 381. Unidos! | - 372. 風の力 (Fon no Chikara) - 373. 風VS.マーモン (Fon VS. Māmon) - 374. 雲雀恭弥VS.XANXUS (Hibari Kyōya VS. Xanxus) - 375. 出現 (Shutsugen) - 376. 新勢力 (Shin Seiryoku) - 377. 闇からの強襲 (Yami Kara no Kyōshū) - 378. 闇討ち (Yamiuchi) - 379. ダメージ (Damēji) - 380. 3日目 (3 Ka-me) - 381. 共闘! (Kyōtō!) |

| - 382. O Poder de Vindice - 383. Chamas da Determinação - 384. Aqueles que Assistem a Luta - 385. Convite - 386. O Dia Predestinado e a Batalha dos Representantes - 387. A Dúvida de Reborn - 388. Dilema - 389. Tsuna Se Move - 390. A Desquilificação do Tutor - 391. A Grande Invocação | - 382. 復讐者の力 (Vindiche no Chikara) - 383. 決意の炎 (Ketsui no Honō) - 384. 戦いを見る者 (Tatakai o Miru Mono) - 385. 勧誘 (Kan'yū) - 386. 運命のひと代理戦争 (Unmei no Hi to Dairi Sensō) - 387. リボーンの疑問 (Ribōn no Gimon) - 388. 窮地 (Kyūchi) - 389. ツナ動く (Tsuna Ugoku) - 390. 家庭教師失格 (Kateikyōshi Shikkaku) - 391. 大召集 (Dai Shōshū) |

| - 392. Pouco Antes da Batalha Decisiva - 393. A Persuasão de Tsuna - 394. O Dia do Confronto - 395. Derrota Individual! - 396. O Time dos Aliados - 397. O Poder Vongola - 398. VS. Jager - 399. Dilema - 400. Esmagado - 401. Sawada Tsunayoshi VS. Jager | - 392. 決戦直前 (Kessen Chokuzen) - 393. ツナの説得 (Tsuna no Settoku) - 394. 激突の日 (Gekitotsu no Hi) - 395. 各個撃破! (Kakko Gekiha!) - 396. 連合チーム (Rengō Chīmu) - 397. ボンゴレの力 (Bongore no Chikara) - 398. VS.イェーガー (VS. Iēgā) - 399. 窮地 (Kyūchi) - 400. 圧倒的 (Attōteki) - 401. 澤田綱吉VS.イェーガー (Sawada Tsunayoshi VS. Iēgā) |

| - 402. Batalha de Maldições Removidas - 403. O Supremo Desejo de Morte - 404. O Último Punho - 405. O Passado e o Futuro de Trini Sette - 406. Onde Está a Maldição - 407. A Escolha Final - 408. A Decisão Final - 409. Ciao Ciao! - Omake. O Cotidiano Trivial do Pessoal | - 402. 呪解バトル (Ju-kai Batoru) - 403. 究極の死ぬ気 (Kyūkyoku no Shinuki) - 404. 最後の拳 (Saigo no Kobushi) - 405. 7³の過去と未来 (Tōrinisette no Kako to Mirai) - 406. 呪いの行方 (Noroi no Yukue) - 407. 究極の選択 (Kyūkyoku no Sentaku) - 408. 究極の決断 (Kyūkyoku no Ketsudan) - 409. ちゃおちゃお! (Chao Chao!) - Omake. みんなのささいな日常 (Min'na no Sasaina Nichijō) |